# Linda A. Morabito
Linda A. Morabito-Kelly (también conocida como "Linda Hyder" según la publicación en la serie "Planetas", parte II, de la BBC) se desempeñó como empleada en el Laboratorio de Propulsión a Chorro de las misiones espaciales Voyager y como ingeniera de vuelo para el "Sistema de Procesamiento de Navegación por Imagen Óptica" (ONIPS por sus siglas en inglés).

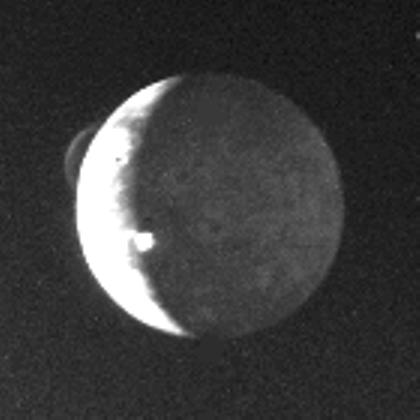

El 8 de marzo de 1979, mientras que Morabito examinaba las fotografías del primer encuentro de la nave espacial Voyager 1 con la luna más próxima a Júpiter, Ío, observó una nube de unos 300 kilómetros de altura que aparentemente se desprendía de la superficie del satélite. Esta fue la primera vez en la historia en que fue detectado vulcanismo activo fuera de la Tierra.
Más tarde, Linda se convirtió en gerente de desarrollo de programa en la Sociedad Planetaria.